# Eudorella haradai
Eudorella haradai is een zeekommasoort uit de familie van de Leuconidae. De wetenschappelijke naam van de soort is voor het eerst geldig gepubliceerd in 2012 door Akiyama & Gamo.